# Les Trolls 2 : Tournée mondiale
Pour les articles homonymes, voir Troll (homonymie) et Les Trolls.
Série
Les Trolls
(2016) Les Trolls 3
(2023)
Pour plus de détails, voir Fiche technique et Distribution.
Les Trolls 2 : Tournée mondiale (Trolls World Tour) est un film d'animation en 3D Cinéma réalisé par Walt Dohrn, sorti en 2020.
Basé sur les poupées Troll créées par Thomas Dam (da) en 1959, il fait suite au film Les Trolls sorti en 2016 et au téléfilm Les Trolls : Spécial Fêtes de 2017. Une suite, nommée Les Trolls 3, est sortie en 2023.

## Synopsis
Poppy (Anna Kendrick), toujours en train de s'adapter à son nouveau rôle de reine, reçoit une invitation de la reine Barb (Rachel Bloom) qui convoque tous les trolls à une fête pour qu'ils réunissent leur musique. Poppy apprend alors l'existence des six tribus trolls par son père (chacune étant représentée par un style de musique différent: pop, funk, classique, techno, country et rock), et des six cordes magiques conservées par chaque chef de tribu qui alimentent leur propre genre de musique. Elle ignore les avertissements de son père et de Branche (Justin Timberlake) et envoie une réponse joyeuse à Barb via Debbie, la chauve-souris de Barb. Cependant, la véritable intention de Barb est d'unir tous les trolls sous sa musique rock, en volant la corde de chaque tribu et en utilisant les six pour détruire toutes les autres musiques.
Voulant faire ses preuves en tant que bonne reine, Poppy prend la corde de sa tribu et voyage en montgolfière pour recruter les autres groupes de Trolls, Branche se joignant à elle pour tenter d'exprimer ses sentiments envers elle et Biggie se cachant accidentellement à bord. Pendant ce temps, Cooper (Ron Funches), poursuit son propre voyage, se sentant comme un paria parmi les trolls pop, pour finalement être enlevé. Le ballon se retrouve au pays des Trolls Classiques, en ruine. Après avoir appris l'attaque de Barb et le vol de la corde classique via une petite flûte nommée Pennywhistle (Charlyne Yi), Poppy cherche à unir tous les autres trolls contre Barb. Leur mission de recruter les Trolls Country est infructueuse en raison de leur mélange de chansons pop bruyantes, mais un Troll Country nommé Hickory (Sam Rockwell) les aide à fuir, motivé par les motifs de Poppy. Un troll de Smooth Jazz nommé Chaz (Jamie Dornan), embauché par Barb comme chasseur de primes, utilise sa musique pour faire tomber Poppy et Branche dans une profonde hallucination, mais Hickory met Chaz hors d'état de nuire avant que Biggie ne rentre chez lui car Poppy les a mis en danger. Peu de temps après, le groupe est enlevé par le même vaisseau spatial qui a arraché Cooper.
À l'intérieur du vaisseau spatial, le groupe découvre les quadrupèdes Funk Trolls avant de rencontrer Cooper, qui se révèle être le jumeau identique perdu depuis longtemps du Troll Funk Prince D (Anderson Paak), après que son œuf ai été perdu avant éclosion. Il dit à Poppy qu'il trouve réconfortant de s'identifier à la fois à la Pop et au Funk. Ses parents Quincy (George Clinton) et Essence (Mary J. Blige) révèlent également à Poppy que les Trolls Pop originaux avaient tenté de voler les cordes et de remixer les cinq autres styles de musique dans la Pop il y a longtemps, forçant les autres Trolls à prendre chacun une corde, ficeler et diviser leurs tribus pour sauver leur musique. Quincy explique à Poppy que les différences ne sont pas mauvaises et qu'essayer de rendre tous les Trolls identiques n'aide pas le problème.
Après que les Trolls Rock ont détourné le vaisseau des Trolls Funk pour voler la Corde Funk, Cooper éjecte le groupe dans des bulles, séparant accidentellement Hickory des deux autres. Après que Poppy refuse toujours de rentrer chez elle, elle et Branche se disputent, Branche lui disant qu'elle ne peut pas être une bonne reine si elle n'écoute pas les autres. Branche est bientôt capturé par les chasseurs de primes K-Pop et Reggaeton, mais les convainc de sauver Poppy et toute la musique. Pendant ce temps, Poppy retrouve Hickory, seulement pour qu'il se révèle comme un Troll Yodel et l'un des chasseurs de primes de Barb, conduisant à la capture de Poppy et au vol de la Corde Pop. Se sentant coupable de la destruction du village Pop, Biggie rassemble leurs amis restants pour aller sauver Poppy et Branch, pénétrant dans le pays des Trolls Rock.
Barb a emprisonné Poppy sur une grande scène de concert dont tous les Trolls capturés sont le public. Elle utilise sa guitare avec les six cordes pour transformer tous les autres trolls en zombies rock. Poppy est apparemment transformée, mais se révèle avoir porté des bouchons d'oreille en forme de jujubes. Poppy réprimande Barb pour être une pauvre reine en ne prenant pas le temps d'écouter son peuple et fracasse la guitare. Alors qu'elle arrache les trolls possédés de leur état de Zombie Rock, elle détruit les cordes, arrêtant ainsi le flux de la musique, emportant les couleurs des trolls avec. Cooper entend son rythme cardiaque au-dessus d'un microphone et crée un rythme rythmique avec lui, d'autres Trolls se joignant à d'autres formes de création sonore, ravivant le pouvoir de leur musique tandis que Poppy encourage tout le monde à chanter ensemble alors que leurs couleurs sont restaurées. Consciente de l'importance des autres formes de musique et encouragée par son père Thrash (Ozzy Osbourne), Barb repentie se joint à elle, reprend ses couleurs et accepte avec enthousiasme l'offre d'amitié de Poppy.
Branche avoue enfin son amour à Poppy, qui lui rend ses sentiments. Tout le monde se produit ensemble, tous les Trolls enfin réunis célébrant leurs différences.

## Fiche technique
Sauf indication contraire, les informations mentionnées dans cette section peuvent être confirmées par la base de données cinématographiques IMDb,  présente dans la section « Liens externes ».
- Titre original : Trolls World Tour
- Titre français et québécois : Les Trolls 2 : Tournée mondiale
- Réalisation : Walt Dohrn
- Co-réalisation : David P. Smith
- Scénario : Jonathan Aibel, Glenn Berger, Maya Forbes, Wallace Wolodarsky et Elizabeth Tippet
- Direction artistique : Timothy Lamb
- Décors : Kendal Cronkhite (en)
- Montage : Nick Fletcher (en)
- Musique : Theodore Shapiro
- Production : Gina Shay
  - Production associée : John Swanson
  - Production déléguée : Dannie Festa
  - Coproduction : Kelly Cooney
- Société de production : DreamWorks Animation
- Société de distribution : Universal Pictures
- Budget : 90 000 000 $[1]
- Pays d'origine :  États-Unis
- Langue originale : anglais
- Format : couleur - 2,39:1 - son Dolby Digital / DTS / Dolby Surround 7.1 / Dolby Atmos / Auro 11.1 (en)
- Genre : animation en 3D
- Durée : 91 minutes
- Dates de sortie :
  - États-Unis : 10 avril 2020
  - France : 14 octobre 2020[2]

## Distribution

### Voix originales
- Anna Kendrick : princesse Poppy
- Justin Timberlake : Branche
- James Corden : Biggie
- Ozzy Osbourne : Thrash
- Rachel Bloom : reine Barb
- Anderson .Paak : prince D
- George Clinton : roi Quincy
- Mary J. Blige : reine Essence
- Kelly Clarkson : Delta Bella
- Sam Rockwell : Hickory
- Ron Funches : Cooper
- Gwen Stefani : DJ Suki
- Icona Pop : Satin, Chenille
- Kunal Nayyar : Diamant
- Jamie Dornan : Chaz
- J. Balvin : Tresillo
- Kenan Thompson : petit Diamant
- Kevin Michael Richardson : M. Dinkles
- Jeffrey Tambor : roi Peppy
- Walt Dohrn : Smidge, Nuage man
- Ester Dean : Legsly
- Gustavo Dudamel : Trollzart
- Anthony Ramos : roi Trollex
- Flula Borg : Dickory
- Karan Soni : Riff
- Charlyne Yi : Pennywhistle
- Irene : Baby Gun
- Seulgi : Gomdori
- Wendy : Wani
- Joy : Ari
- Yeri : Kim-petit
- Zooey Deschanel : Bridget

### Voix françaises
- Vitaa : princesse Poppy[3]
- M. Pokora : Branche[4]
- Vegedream : Petit Diamant[3]
- Marie Tirmont : Reine Barb
- Diouc Koma : Prince D
- Joachim Salinger : Biggie
- Paolo Domingo : Guy Diamant
- Namakan Koné : Cooper
- Emmanuel Curtil : Nuage Man, Smidge
- Alexia Papineschi : Satin
- Kaycie Chase : Chenille
- Christian Desmet : Roi Peppy
- Diane Dassigny : Delta Bella
- Jhos Lican : Roi Trollex
- Charles Germain : Riff
- Olivier Constantin : Hickory
- Jérôme Wiggins : Dickory
- Xavier Fagnon : Chaz
- Clara Quilichini : Pennypipeau
- José Luccioni : Roi Thrash
- Kristel Adams : Reine Cool
- Emmanuel Garijo : Tresillo
- Michaël Raitner : Trollzart
- Asto Montcho : Roi Quincy (dialogues)
- Jazzy SoulFlavor : Roi Quincy et Prince D (chant)
- Claire Bouanich : Guibole (dialogues)
- Cylia Assohou : Guibole (chant)
- Sophie Arthuys : la montgolfière
- Dorothée Pousséo : ratiches

### Voix québécoises
- Sarah-Jeanne Labrosse : princesse Poppie
- Anna Frances Meyer : princesse Poppie (chant)
- Martin Watier : Branche
- Patrick Olafson : Branche (chant)
- Célia Gouin-Arsenault : Reine Barb
- Thiéry Dubé : Biggie
- Christian Perrault : Cooper
- Normand D'Amour : Hickory
- Sylvain Hétu : Roi Papi
- Geneviève Bédard : Penny Pipeau
- Benoît Rousseau : King Trash
- Annie Villeneuve : Delta Dawn
- Gardy Fury : Prince D
- Frédéric Desager : Dickory
- Lyndz Dantiste : King Trollex
- Fayolle Jean Jr. : Little Diamond
- Patrick Chouinard : King Quincy
- Frédéric Millaire-Zouvi : Riff
- Maude Bouchard : Croquette
- Pascale Montreuil : Queen Essence
- Marc-André Bélanger : Jean Nuage
- Éric Bruneau : Chaz
- Manuel Tadros : Tresillo
- Chœurs : Luc Campeau, Élise Cormier, Nancy Fortin, Catherine Léveillé, Philippe Martel, Vincent Morel

## Production
Le 28 février 2017, Universal Pictures annonce qu'une suite des Trolls sortira en 2020 et que Justin Timberlake et Anna Kendrick reprendront leurs rôles. Le 13 juin 2018, DreamWorks Animation annonce que la suite s'intitule Trolls World Tour.

## Bande originale
À l'instar du premier film, Justin Timberlake est à nouveau producteur délégué de la bande originale. Elle sort le 13 mars 2020 par RCA Records et inclut les six genres musicaux liés au film : pop, funk, classique, techno, country et rock.
| 1.    | The Other Side                      | SZA, Sarah Aarons (en), Justin Timberlake, Ludwig Göransson et Max Martin | SZA et Justin Timberlake | 3:08 |
| 2.    | Trolls Wanna Have Good Times        | Kenan Thompson, Bernard Edwards, Christopher Hartz, Dmitry Brill, Herbie Hancock, Lady Miss Kier, Ludwig Göransson, Nile Rodgers, Q-Tip, Robert Hazard et Towa Tei                                               | Anna Kendrick, Justin Timberlake, James Corden, Ester Dean, Icona Pop, Kenan Thompson                                                                                                 | 3:25 |
| 3.    | Don't Slack                         | Justin Timberlake, Anderson .Paak et Ludwig Göransson | Justin Timberlake et Anderson .Paak | 2:54 |
| 4.    | It's All Love                       | Anderson .Paak, James Fauntleroy II, Joseph Shirley et Ludwig Göransson | Justin Timberlake, Anderson .Paak, Mary J. Blige et George Clinton | 3:35 |
| 5.    | Just Sing                           | Justin Timberlake, Sarah Aarons, Ludwig Göransson et Max Martin | Justin Timberlake, Anna Kendrick, Kelly Clarkson, Mary J. Blige, Anderson .Paak et Kenan Thompson                                                                                     | 3:34 |
| 6.    | One More Time                       | Daft Punk et Romanthony | Anthony Ramos | 2:42 |
| 7.    | Atomic Dog World Tour Remix         | George Clinton, David Spradley, Garry Shider et Anderson .Paak | George Clinton, Parliament-Funkadelic, Anderson .Paak et Mary J. Blige | 4:17 |
| 8.    | Rainbows, Unicorns, Everything Nice | Aidan Jensen | Walt Dohrn et Joseph Shirley | 0:12 |
| 9.    | Rock 'n' roll Rules                 | Haim et Ludwig Göransson | Haim et Ludwig Göransson | 3:09 |
| 10.   | Leaving Lonesome Flats              | Chris Stapleton et Justin Timberlake | Dierks Bentley | 3:06 |
| 11.   | Born to Die                         | Chris Stapleton et Justin Timberlake | Kelly Clarkson | 3:25 |
| 12.   | Trolls 2 Many Hits Mashup           | Anslem Douglas, Pitbull, Donnie Wahlberg, Dan Hartman, Emma Bunton, Yoo Gun-hyung (en), Psy, GoonRock, Mark Wahlberg, Matthew Rowe, Mel B, Melanie C, Peter Schroeder, Biff Stannard, Sandy Vee, LMFAO et T-Pain | Anna Kendrick, Justin Timberlake, James Corden et Icona Pop | 1:01 |
| 13.   | Barracuda                           | Ann Wilson, Michael Derosier, Nancy Wilson et Roger Fisher (en) | Rachel Bloom | 4:06 |
| 14.   | Yodel Beat                          | Ludwig Göransson | Ludwig Göransson | 2:50 |
| 15.   | Crazy Train                         | Ozzy Osbourne, Randy Rhoads et Bob Daisley | Rachel Bloom | 3:14 |
| 16.   | I Fall to Pieces                    | Hank Cochran (en) et Harlan Howard | Sam Rockwell | 2:13 |
| 17.   | Perfect for Me                      | Justin Timberlake, Kenyon Dixon et Ludwig Göransson | Justin Timberlake | 3:47 |
| 18.   | Rock You Like a Hurricane           | Herman Rarebell, Klaus Meine et Rudolf Schenker | Rachel Bloom | 3:05 |
| 19.   | It's All Love (History of Funk)     | James Fauntleroy II, Joseph Shirley, Ludwig Göransson | George Clinton | 2:10 |
| 20.   | Just Sing                           | Matthew Rowe, Justin Timberlake, Sarah Aarons, Ludwig Göransson et Max Martin | Justin Timberlake, Anna Kendrick, James Corden, Kelly Clarkson, George Clinton, Mary J. Blige, Anderson .Paak, Rachel Bloom, Kenan Thompson, Anthony Ramos, Icona Pop et Sam Rockwell | 4:00 |
| 60:00 |                                     | | |      |

## Accueil

### Sortie
Initialement prévu pour le 10 avril 2020, il est annoncé en octobre 2017 que le film est avancé au 14 février 2020,. Deux mois plus tard, il est retardé au 17 avril 2020. Finalement, en mars 2020, le film récupère sa date de sortie initiale du 10 avril 2020. Cette date était précédemment prévue pour Mourir peut attendre, également distribué par Universal Pictures, mais le film fut reporté en raison de la pandémie de Covid-19 et donc des craintes de mauvais résultats au box-office. Les Trolls 2 est également disponible en vidéo à la demande, aux États-Unis, le même jour que sa sortie en salles à la suite de la pandémie.

### Accueil critique
En France, le site Allociné recense un moyenne des critiques presse de 2,8⁄5, sur un total de 12 critiques presse.
D'après Nathalie Chifflet du journal Dernières Nouvelles d'Alsace, « les Trolls 2 capitalisent sur ce qui a fait leur succès auprès des jeunes enfants, surtout des petites filles : la mignonitude de poupées des Trolls, leur grand cœur sympathique, leur énergie communicative, sur fond de tubes éclectiques et électrique, un vaste pot-pourri ».
Pour Marie Sauvion du magazine Télérama, « malheureusement, l’innocent hymne à la joie vire à la cacophonie et la laideur érigée en parti pris n’amuse plus ».

### Box-office
| Pays ou région    | Box-office        | Date d'arrêt du box-office | Nombre de semaines |
| ----------------- | ----------------- | -------------------------- | ------------------ |
| États-Unis Canada | $                 | en cours                   |                    |
| France            | 1 009 726 entrées | en cours                   | 2                  |
| Total mondial     | 26 406 622 $      | en cours                   | 2                  |

En France, lors de sa première semaine d'exploitation le film se place à la seconde place du box office français, derrière 30 Jours max de Tarek boudali. Dans le monde, après deux semaines d'exploitation le film cumule plus de 26 millions de dollars, un chiffre très faible mais un bon score en pleine pandémie du coronavirus.